# Llanda
|  | Per a altres significats, vegeu «Llanda (desambiguació)». |

La llanda o llanta és l'element de forma circular, normalment metàl·lica, sobre la qual s'assenta un pneumàtic i que el manté unit l'eix de la roda. És un suport rodó, normalment amb obertures per aconseguir lleugeresa i alhora per permetre un flux d'aire. Hom pot trobar una llanda en vehicles com ara automòbils, motocicletes, camions, avions o bicicletes. També s'usa com a part del tuning.

## Galeria

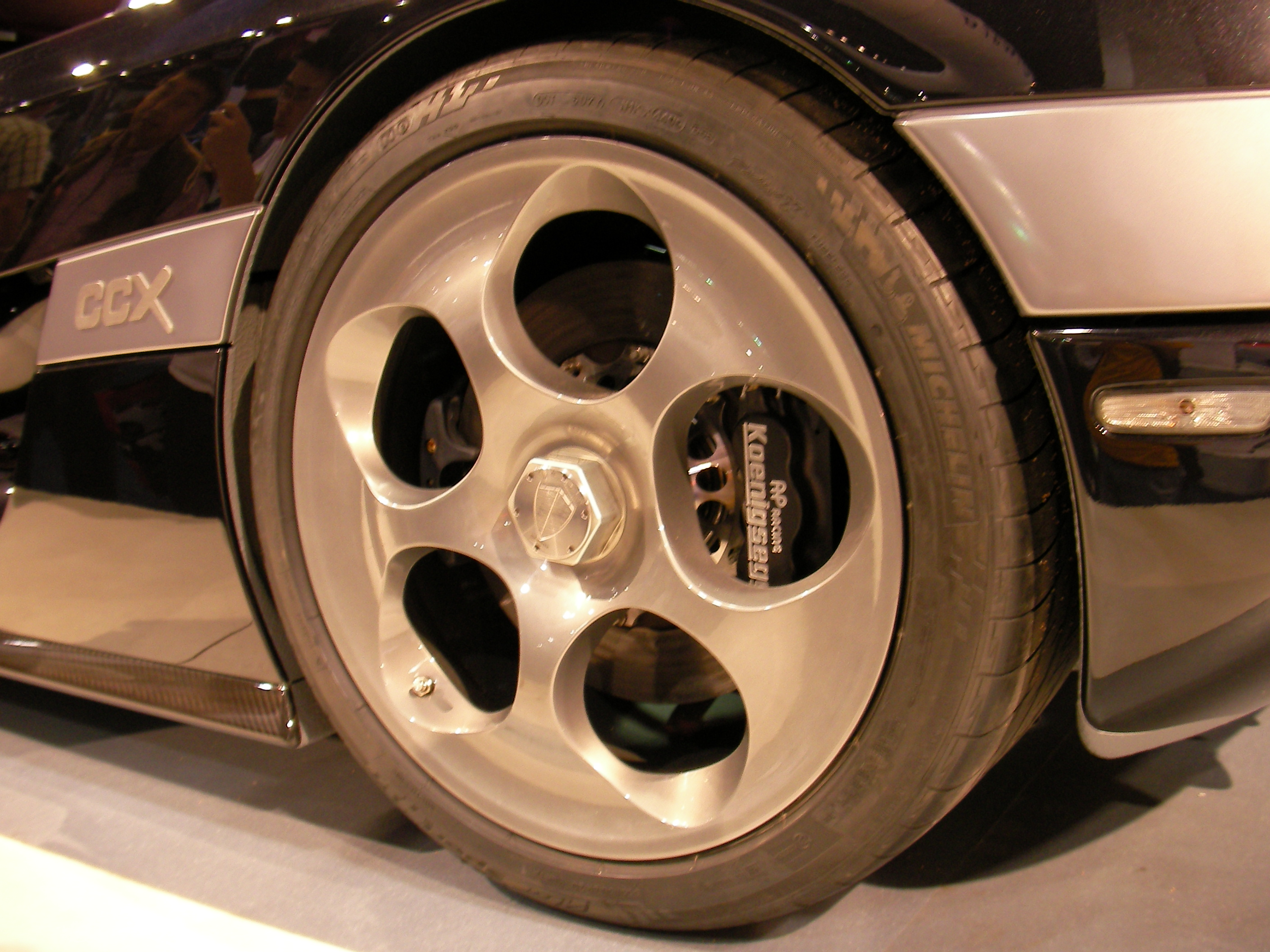
Llanda d'aliatge d'un Koenigsegg CCX.
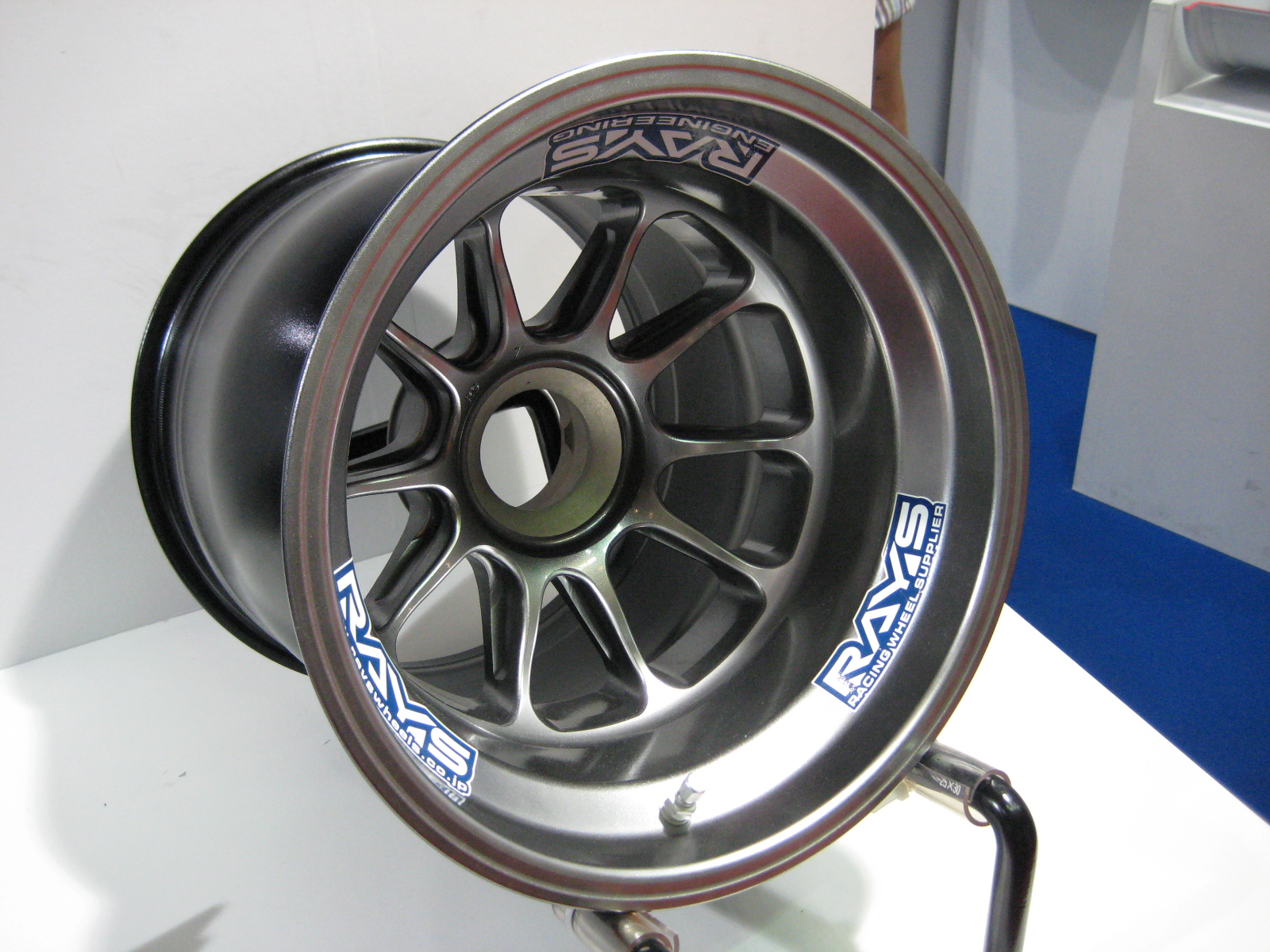
Llanda d'un Fórmula 1 per monoplaças de F1.
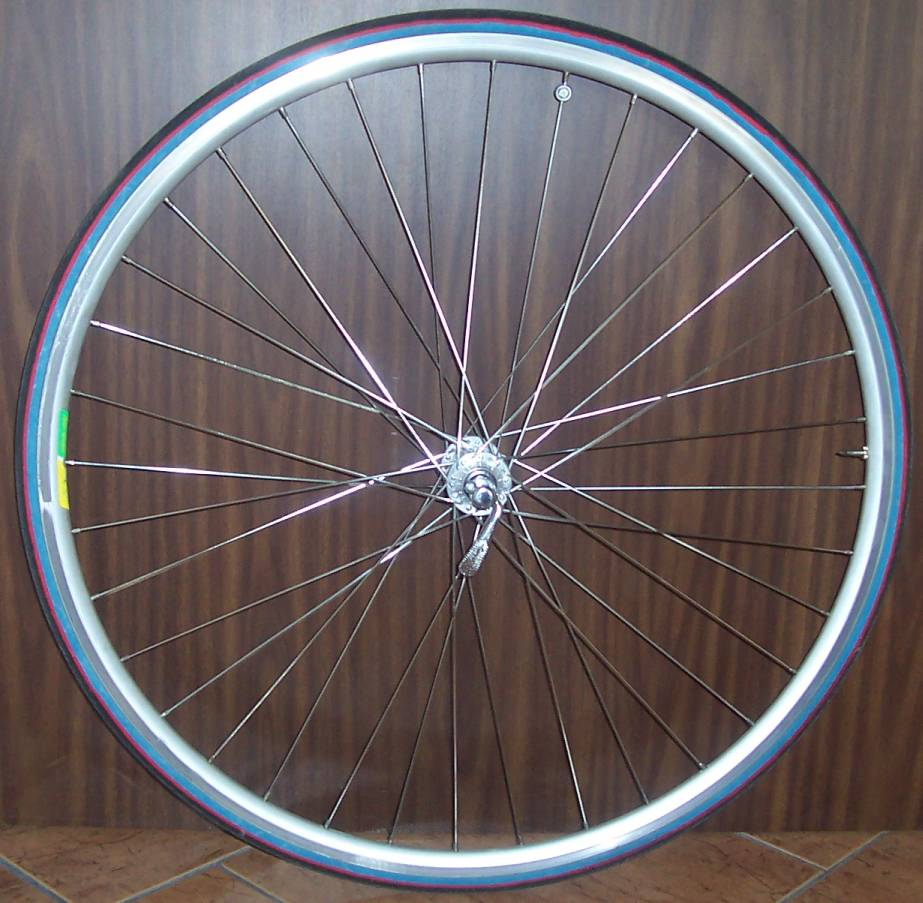
Llanda de radis per bicicleta.
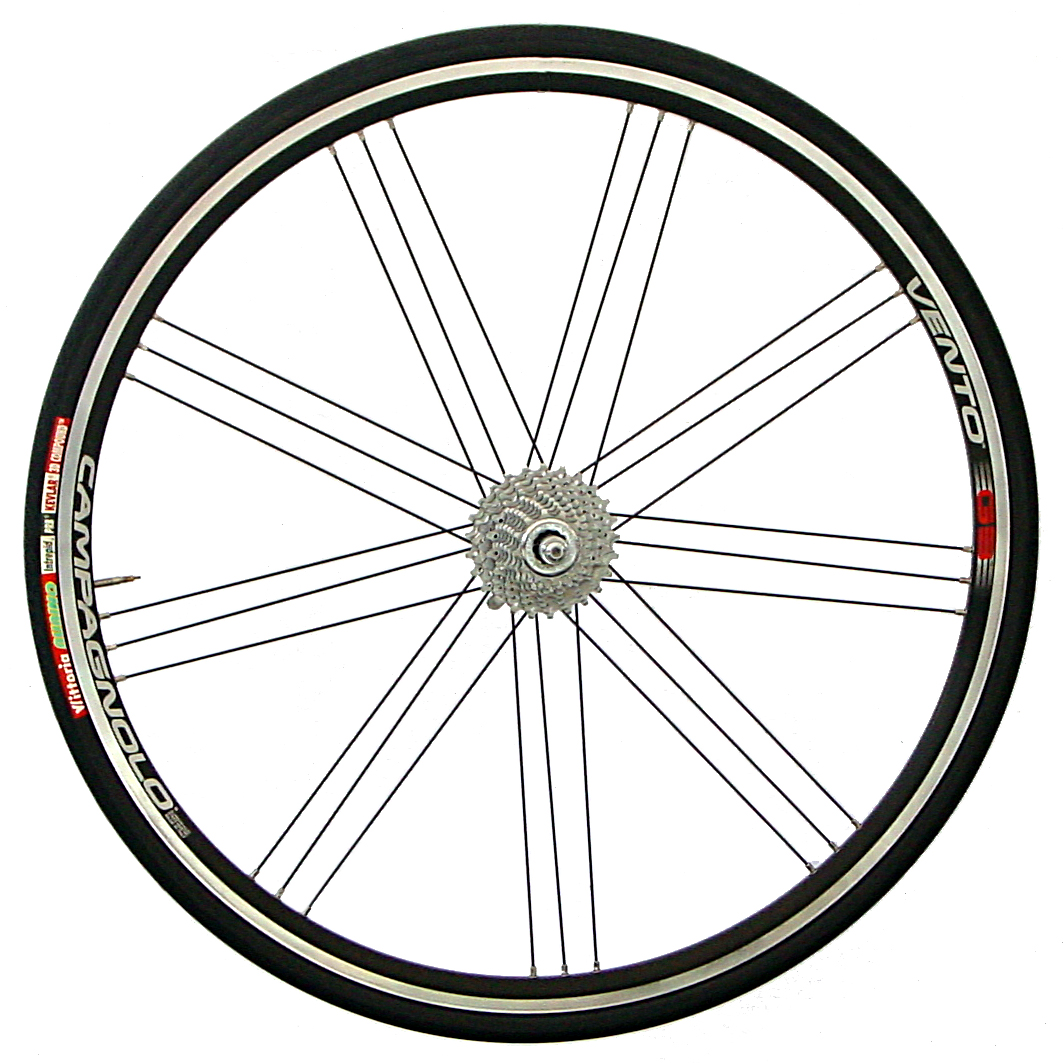
Llanda de competició per a bicicleta.
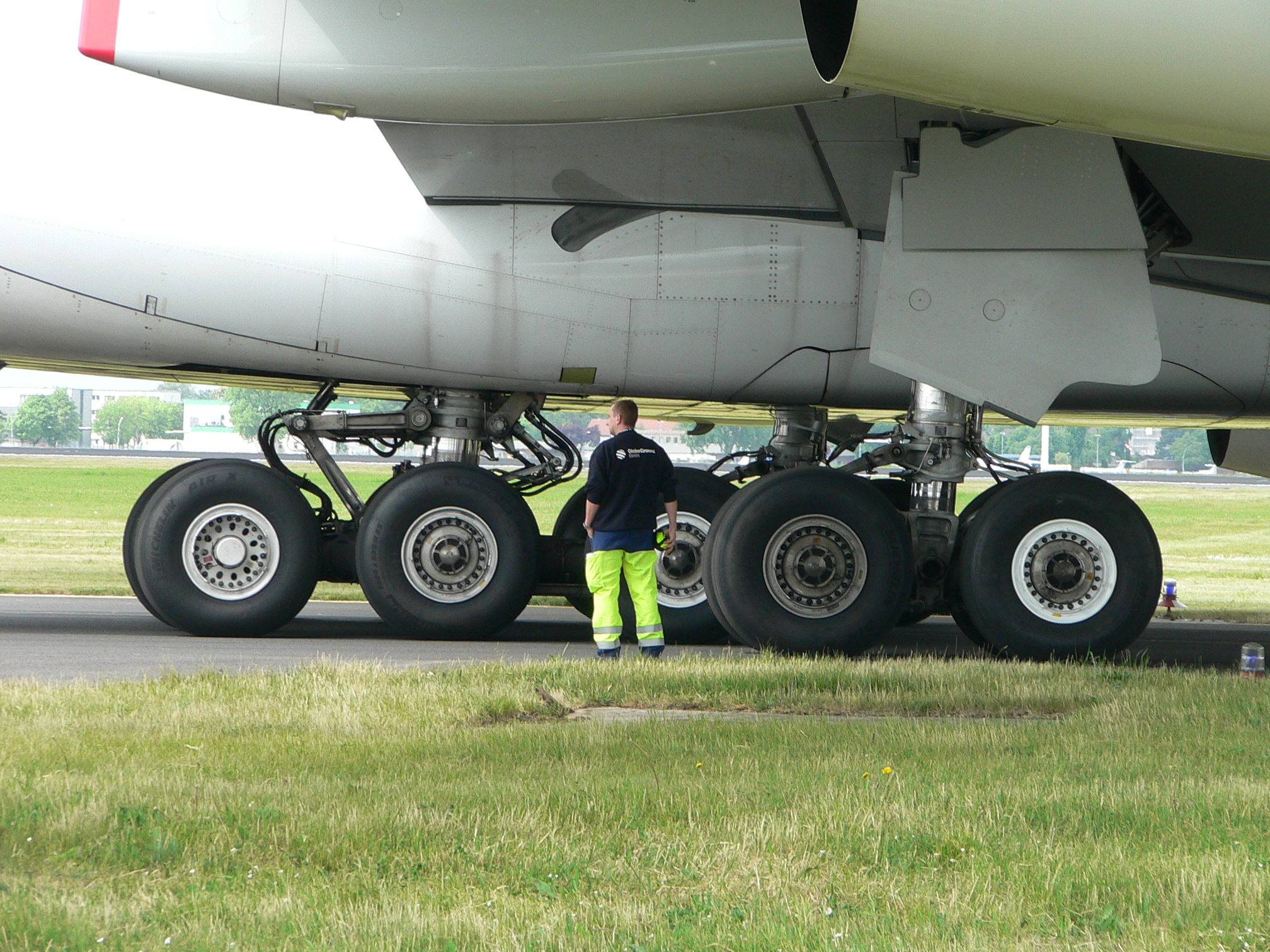
Llandes al tren d'aterratge d'un Airbus A380.
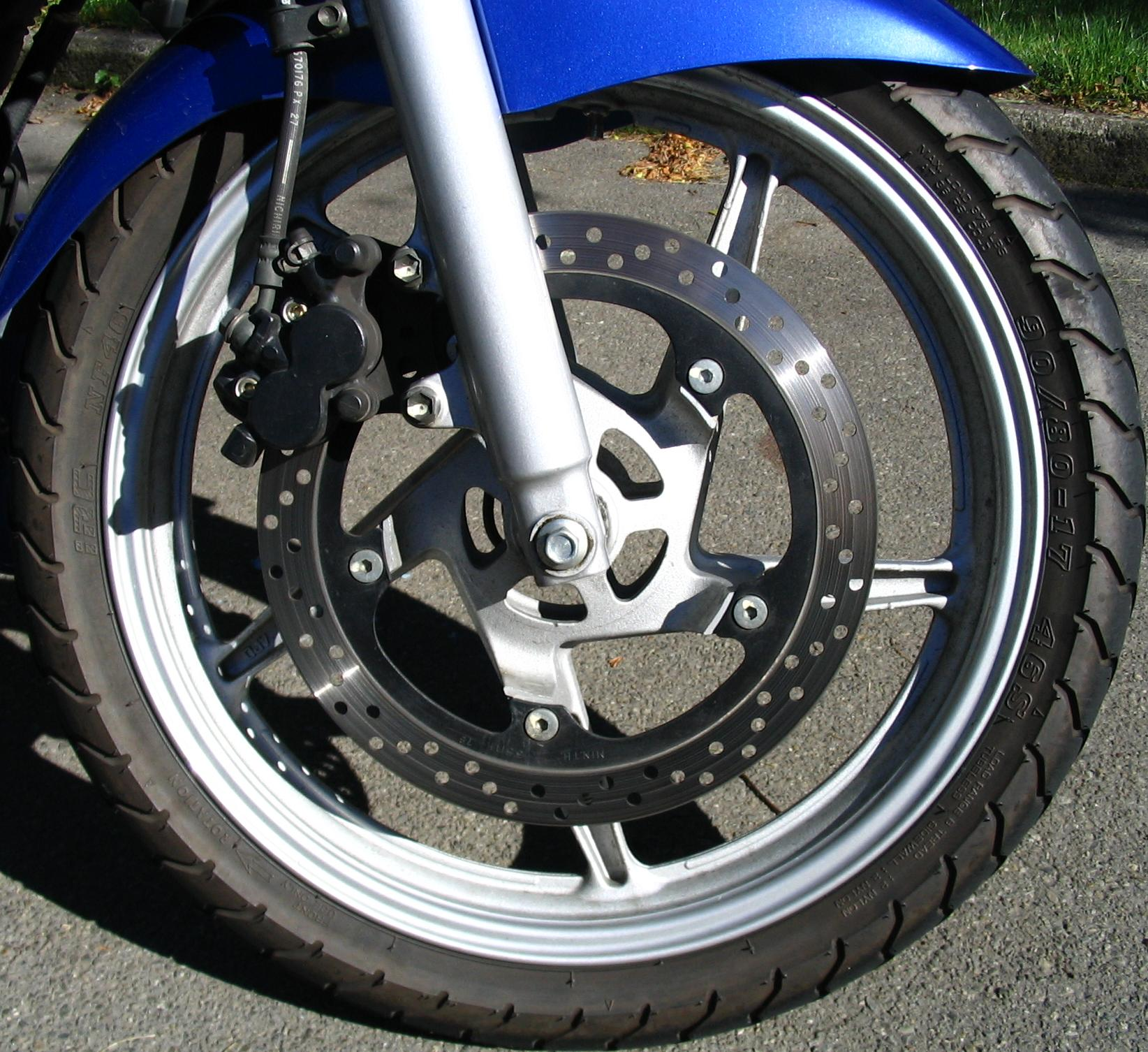
Llanda d'una motocicleta.
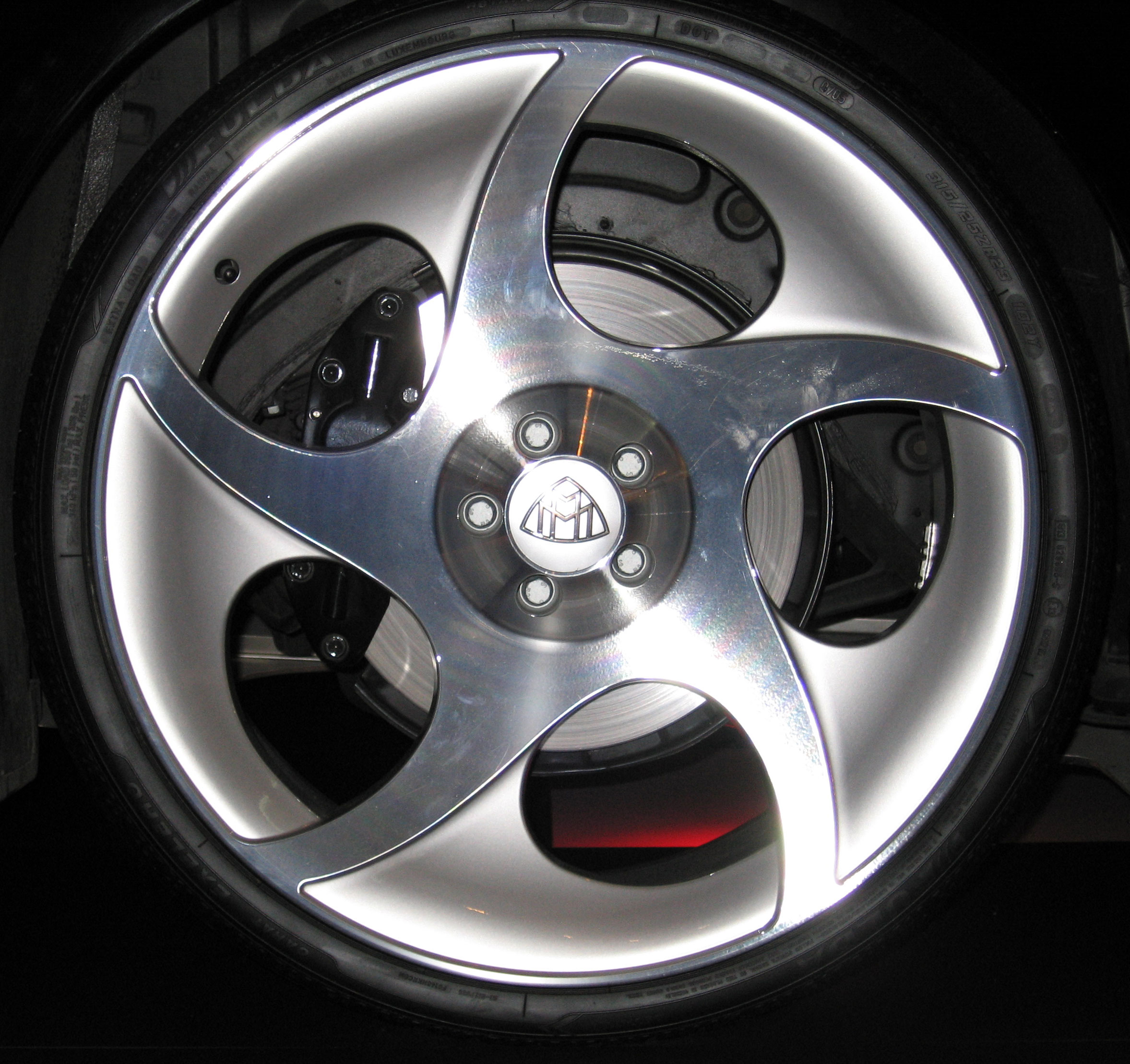
Llanda d'aliatge del Maybach Exelero.
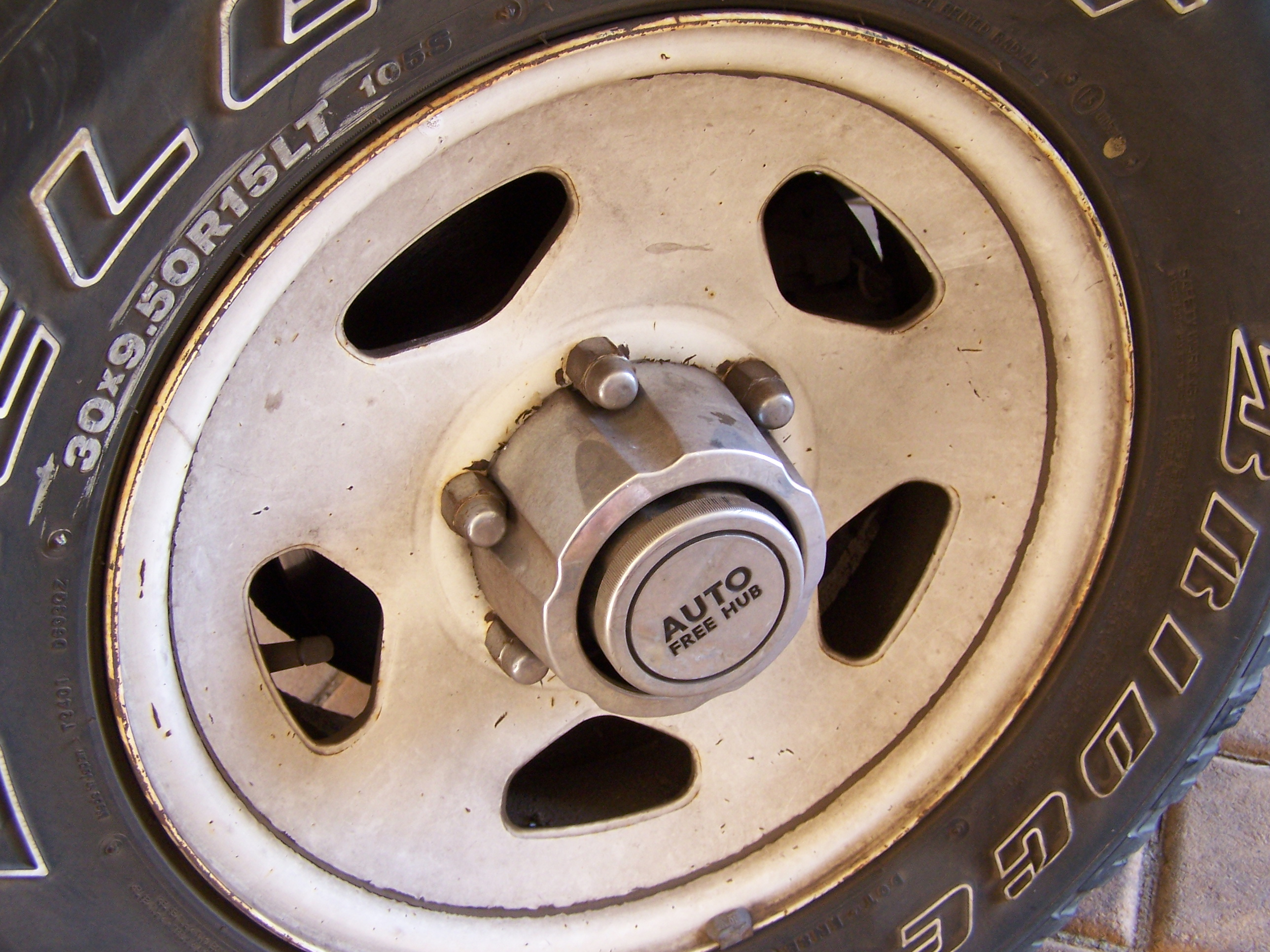
Llanda d'acer per Automòbil tot terreny.
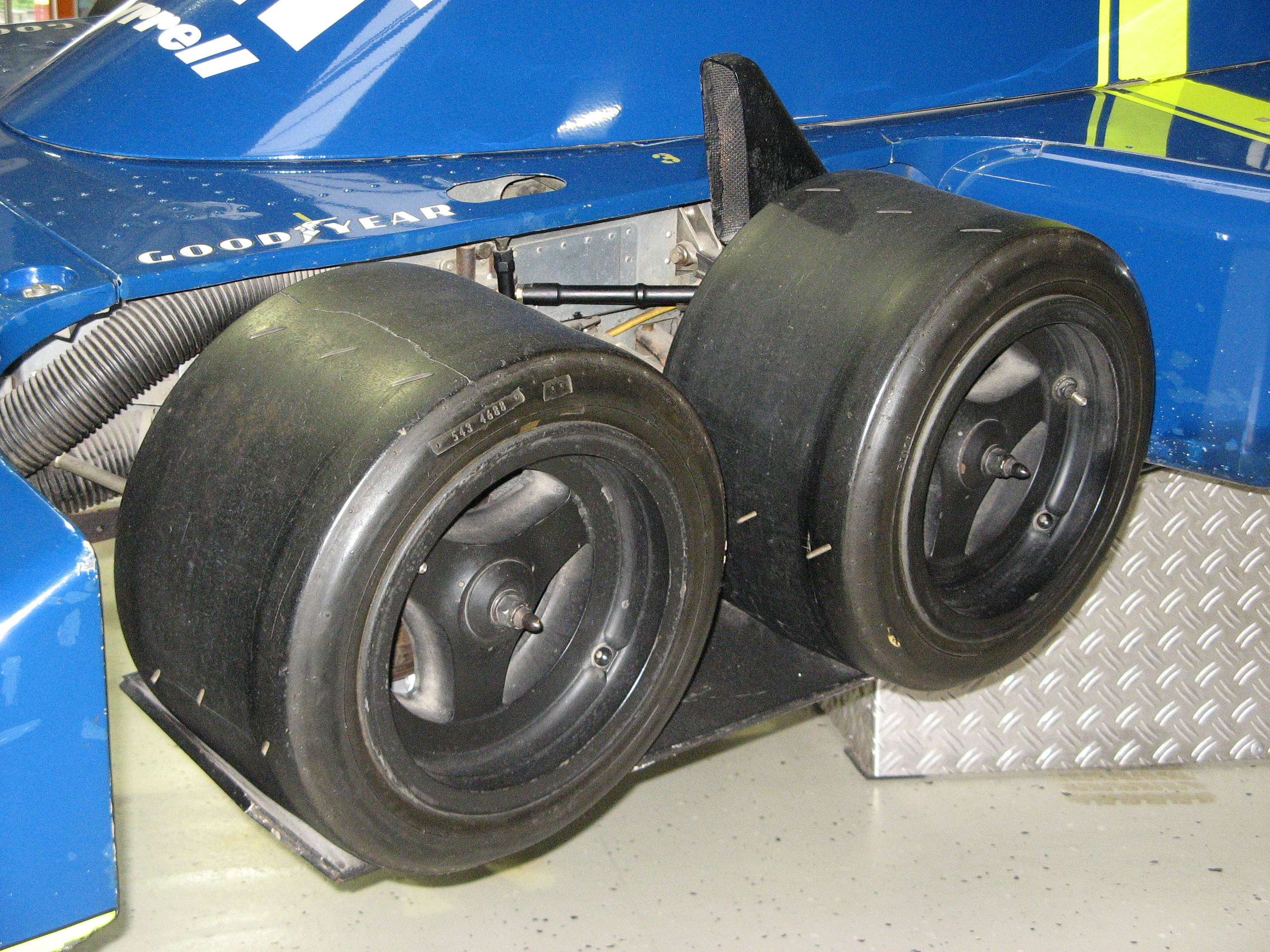
Llandes de competició de Tyrrell P34.
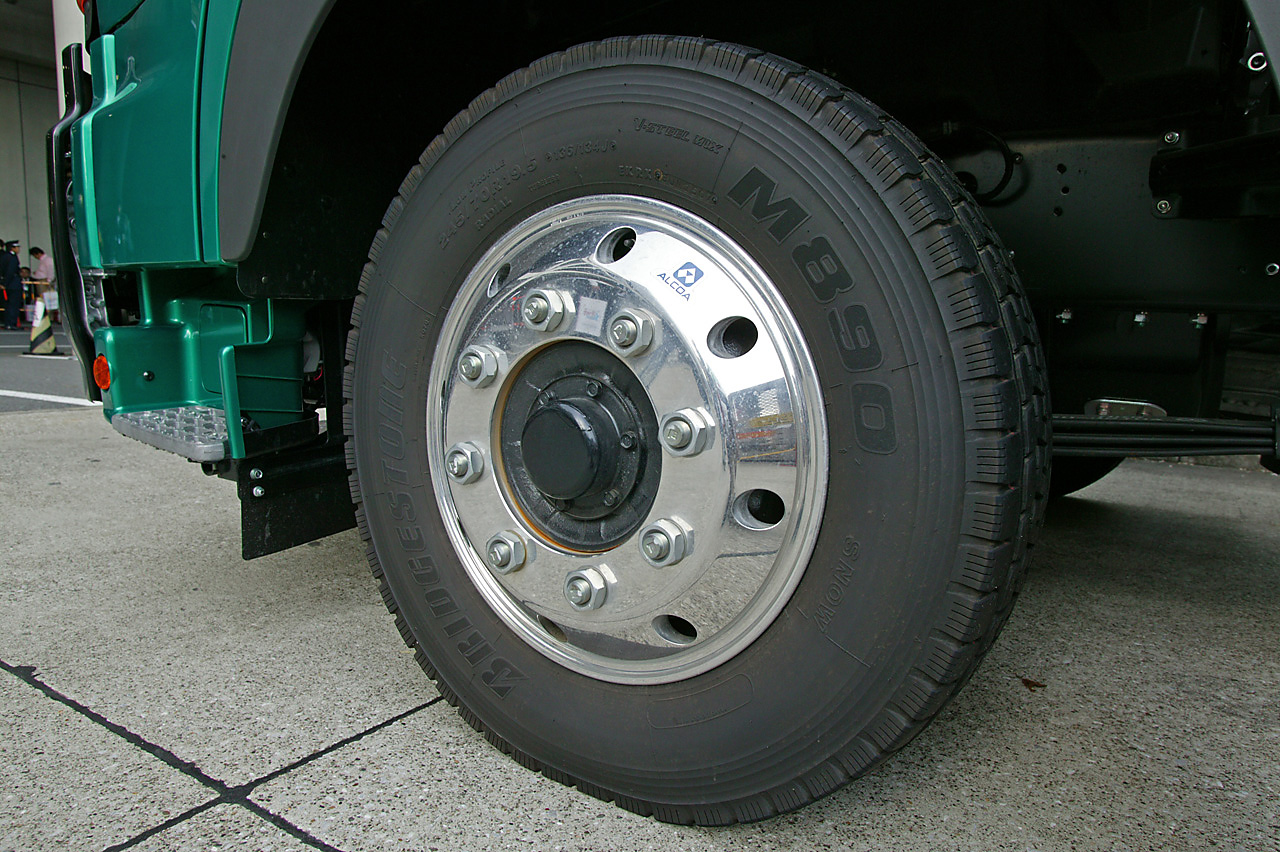
Llanda lleugera per camió.
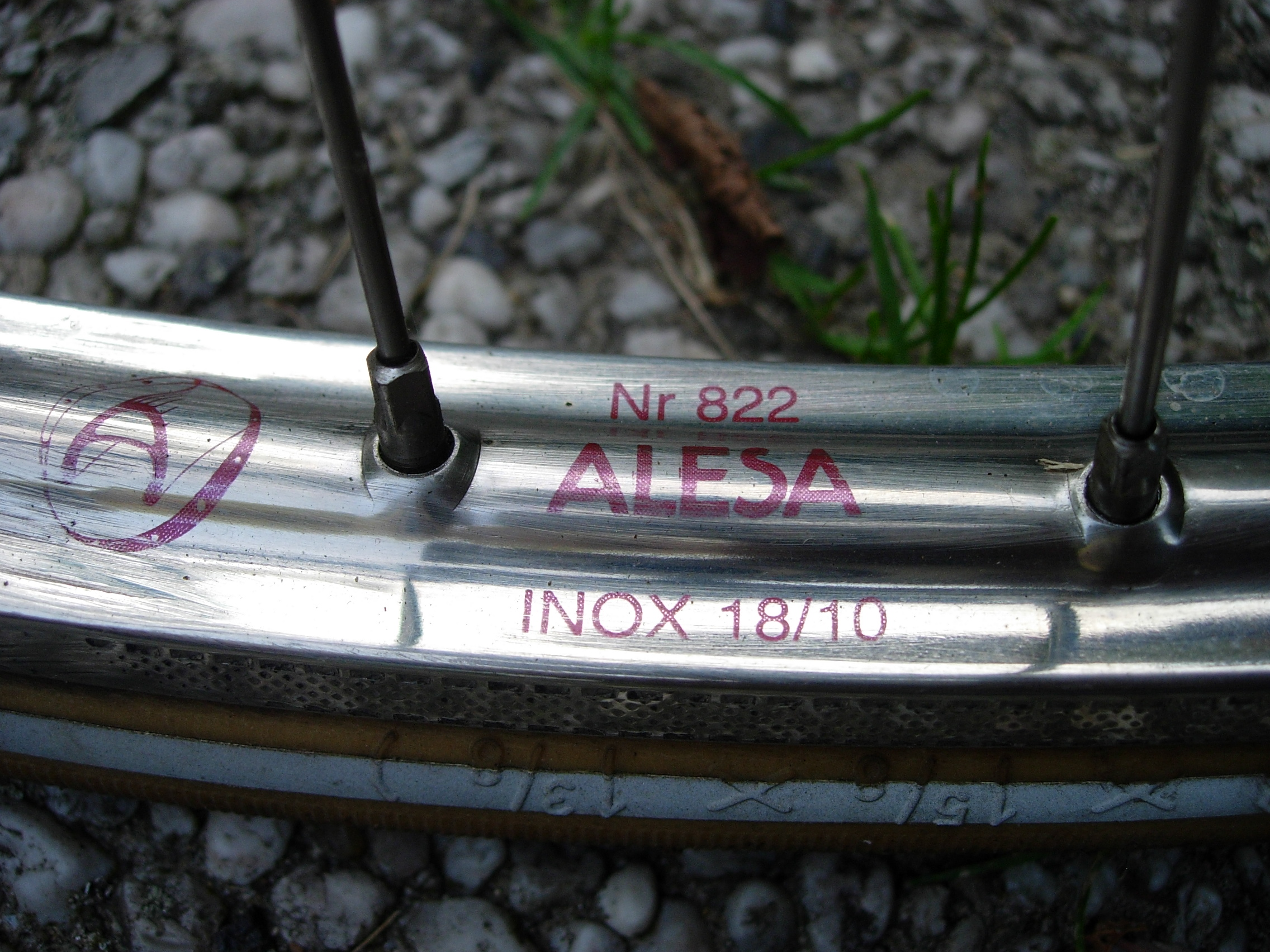
Detall de llanda de bicicleta tipus Westwood usades en frens de vareta.